# Sabrina Lory
Pour les articles homonymes, voir Lory.
Sabrina Lory, née le 2 février 1956, est une chanteuse-auteure-compositrice française.

## Biographie
De formation classique, Sabrina Lory est très vite attirée par la pop et la soul. Elle enregistre plusieurs singles, quelques reprises comme J'ai la musique en moi, Plus rien ne va, et deux albums. Parmi ses multiples collaborations, on peut citer : Esther Galil, William Sheller, Murray Head, Thierry Geoffroy, Louis Chedid, Jean-Jacques Goldman ou encore Maurane pour qui elle écrit en 2003 la chanson Warhol pour Monroe de l'album Quand l'humain danse. Quand Michel Berger décide de remonter l'Opéra rock Starmania, il lui propose de reprendre le rôle de Stella Spotlight à la suite de Diane Dufresne, rôle qu'elle va jouer pendant plusieurs années. Elle assurera également en alternance les quatre rôles féminins de la 3e version de Starmania mise en scène par Lewis Furey.

## Discographie

### 45 tours et albums
Chez Philips/Phonogram
- 1973 : Laissez-moi seule (Vado via).
- 1973 : Je crois cet homme - Face B : Alors, on chante.
- 1974 : Quelle jolie manière de faire l'amour
- 1974 : J'ai la musique en moi (I've got the music in me - Bias Boshell/Sabrina Lory) ; Face B : Mister Love - Arrangements : William Sheller, Alain Suzan, Raymond Donnez.
- 1975 : Je ne suis plus la petite fille ; Face B : Je mords la vie.
- 1975 : Le feu sacré (Y. Lapierre - M. Lefèvre - S. Lory) ; Je mords la vie (Christine Charbonneau, Patsy Gallant).
- 1976 : Je t'aime, je t'aime (Never even throught - Murray Head- M. Aigoin - S. Lory) ; Face B : L'Auto bleue (Thierry Geoffroy - M. Aigoin - S. Lory).
- 1976 : Macao ou ailleurs - Face B : Je t'invente.
- 1977 : Je dis oui - Face B : Donne et je te donne.
- 1978 : 1er album : J'aventure, inclus : J'ai la musique en moi, Guili guili, Mamie TSF, Bossi bossa, Hollywood et moi, Comme une boule de flipper et trois reprises : Mon homme (Édith Piaf), Un film d'amour (I say a little prayer (Dionne Warwick et Aretha Franklin) et Cinthia (Pearl's a singer (Elkie Brooks).
- 1978 : Guili guili (Yes maybe) (B. Vasseur, V. Pallavicini, G. Guarnieri, Ganael, M. Aigoin) ; Face B : Mamie TSF (Brandt, Haymes, Ganael, Aigoin).
- 1978 : Comme une boule de flipper (Louis Chedid) - Arrangements : Louis Chédid - K.H Schäfer.
- 1978 : Le rêve de mai ; Face B : En haut de la rue (Simon Monceau - Didier Marouani) - Tiré de l'album Le rêve de mai chanté par divers artistes.
- 1979 : Plus rien ne va (I will survive) - Face B : Oh nuit (Thierry Geoffroy - JP Lang).
- 1980 : Y'a du blues dans le métro - Face B : Jonathan (L. Malercau - S. Lory)
- 1981 : Chercher ailleurs (J. Malercau - S. Lory)
- 1983 : 2e album : Chercheurs d'or
- 1983 : Destination nulle part (Esther Bouganim / Esther Galil - S. Lory) ; Face B : Mayumba (E. Bouganim / Esther Galil - Julie Sogni-Daroy - Esther Galil - S. Lory) - Arrangements : Esther Bouganim / Esther Galil - Réalisation : Raphaël Giroud

Chez Wea
- 1987 : Monnaie d'amour (Didier Golemanas - Alain Goldstein - Gérard Anfosso) - Face B : Desperado - Guitares, programmation : John Woolloff - Réalisation : J. Woolloff et G. Anfosso.

### Opéra rock
- 1988 : Starmania, opéra rock écrit par Luc Plamondon et composé par Michel Berger, enregistrement au Théâtre de Paris. Distribution : Maurane (Marie-Jeanne), Renaud Hantson (Ziggy), Sabrina Lory (Stella Spotlight), Martine Saint-Clair (Cristal), Wenta (Sadia), Richard Groulx (Zéro Janvier), Norman Groulx (Johnny Rockfort), Luc Lafitte (Roger-Roger).
- 1989 : 2e version CD + Vidéo : enregistrés au Théâtre Marigny avec Réjane Perry (Marie-Jeanne).

### Générique de film
- 1990 : Pas envie, générique du film Pacific Palisades composé par Jean-Jacques Goldman.

### Compilation
- 2011 : Toutes mes années 60/70, 100 titres - 100 tubes !. Édition exclusive de J'ai la musique en moi, version 1974 (Marianne Mélodie).